# 辛普森大學
辛普森大學（Simpson University）是位於美國加利福尼亞州雷丁的一所私立文理學院，成立於1921年。2019年《美國新聞與世界報道》将其排在美国“西部地区大学”中第91位。 其名是用來紀念加拿大神學家宣信。

## 外部連結
- Simpson University （页面存档备份，存于）
- Simpson University Athletics （页面存档备份，存于）

40°36′47″N 122°19′59″W / 40.613°N 122.333°W